# 윈도우 카메라
윈도우 카메라(Windows Camera)는 최신 버전의 윈도우와 모바일 버전에 포함된 이미지 및 비디오 캡처 유틸리티이다. 윈도우 기반 모바일 장치에 카메라 하드웨어가 포함된 이후로 존재해 왔으며 윈도우 8과 함께 윈도우 PC에 도입되어 웹캠 하드웨어와 상호 작용할 수 있는 최초의 내장 카메라를 사용자에게 제공하였다. iOS 및 안드로이드 카메라 앱과 구조 및 기능이 유사하다.

## 사진 촬영
카메라는 표준 사진, 비디오, 그리고 애니메이션 GIF 이미지와 유사한 "살아있는 이미지"를 캡처할 수 있다. 16:9, 4:3, 3:2 가로 세로 비율을 지원하며 기본적으로 사용하지 않도록 설정된 정사각형, 3분의 1 규칙, 황금 비율 및 십자형 정렬 프레임을 제공한다. 초당 640 × 360 픽셀/30 프레임, 초당 1280 × 720 픽셀/30 프레임 또는 초당 1920 × 1080 픽셀/30 프레임의 세부 레벨로 비디오 캡처를 선택할 수 있다. 깜박임 감소 및 비디오 안정화를 활성화할 수도 있다.
사진 및 비디오는 기본적으로 파일 탐색기에 있는 사진 라이브러리의 저장된 이미지 폴더에 저장되지만 사용자가 저장 위치를 변경할 수 있다.
사용자가 앱 사용 권한을 제공하는 경우 카메라의 캡처에는 위치 정보가 포함된다. 앱에 포함된 추가 설정으로는 시간 지연, 줌, 초점 제어, 감도 제어, 화이트 밸런스 제어, 셔터 속도 제어, 밝기 제어, 서로 다른 카메라 간 전환 등이 있다. 예를 들어 대부분의 Windows 전화와 태블릿은 전면 및 후면 카메라를 모두 갖추고 있으므로 카메라의 스위치 버튼이 두 옵션 사이에서 전환된다.

## 소개
카메라는 2000년에 윈도우 모바일, 2012년 말에 윈도우 PC에 도입되었다. 도입 전에는 내장 PC 카메라나 연결된 외부 웹캠을 사용하기 위한 내장 도구가 없었으나 일부 제조업체는 타사 카메라 소프트웨어를 판매 장치에 포함시켰다. 루미아 윈도우 10 모바일 장치에서는 마이크로소프트가 사용자 지정 루미아 카메라 앱에 대한 지원을 중단한 유일한 카메라이다.

## 문제점
카메라는 슬로우 모션 동영상, 1:1 사진 비율, 필터 등 iOS 앱의 일부 기능이 없다. 그러나 이러한 모든 효과는 사진에서 편집하여 이미 만든 사진 및 비디오에 추가할 수 있다. 카메라는 iOS와 비슷한 파노라마 캡처 기능을 가지고 있지만 전화기에서만 가능하다.
마이크로소프트는 이미 자체 모바일 플랫폼과 카메라 앱을 가지고 있음에도 불구하고 iOS 기기 전용의 픽스라는 이름의 무료 카메라 앱을 출시했다. 픽스는 윈도우 카메라나 iOS 카메라와는 다른 기능을 가지고 있다.

## 같이 보기
- 마이크로소프트 사진
- 오피스 스웨이
- 그림판